# Basse (voix)
Pour les articles homonymes, voir Basse.

Tessiture courante d'une voix de basse.

Dans la musique occidentale, une basse est un chanteur à la voix grave, chargé à l'origine d'exécuter la partie « basse » d'un chant polyphonique.

## Pupitre dans un chœur
Dans un chœur (ou une chorale), le mot basse désigne avant tout un pupitre, dont l'ambitus se situe au-dessous de celui des ténors. Par extension, le terme désigne également les membres de ce pupitre, et ce, quel que soit leur véritable type vocal.

## Type vocal
Concernant les solistes, une basse est le type de voix masculine dont la tessiture est la plus grave.
Il existe plusieurs catégories de basses qui diffèrent par le caractère des personnages qu'ils interprètent, la vaillance de la voix et la richesse du timbre, la constante restant souvent la tessiture, qui s'étend le plus souvent du mi1 au mi3.

### Basse chantante
La basse chantante, jadis appelée basse-taille, est la sous-catégorie de basse au timbre le plus clair et à la voix la plus souple. On la confond fréquemment avec la voix de baryton-basse.
Exemple : Philippe II, dans Don Carlos de Verdi.
Boris Christoff, Nicolai Ghiaurov, Samuel Ramey sont des exemples de basses chantantes.

### Basse profonde
La basse profonde (ou basse noble, ou encore basse Nivette, dénomination due au chanteur du XIXe siècle Juste Nivette), jadis appelée basse-contre, est la sous-catégorie la plus grave des voix de basse, des voix d'hommes, et de toutes les catégories vocales par la même occasion. Il s'agit d'une voix sombre et puissante, apte à se faire solennelle aussi bien que sépulcrale, et capable de soutenir un ensemble vocal extrêmement chargé. Les vraies basses profondes sont très rares.
Exemple : Sarastro dans La Flûte enchantée, Osmin dans L'Enlèvement au sérail de Mozart, Fafner et Hagen dans L'Anneau du Nibelung de Wagner.
Martti Talvela, Kurt Moll, Gottlob Frick, Matti Salminen sont des exemples de basses profondes.

### Basse bouffe
La basse bouffe (ou aussi basse buffa) ne désigne pas à proprement parler une catégorie vocale spécifique, mais une basse spécialisée dans des emplois comiques,, ou plus largement, une basse rompue aux exigences du jeu scénique. La tessiture exigée est généralement moins étendue, mais ce n'est pas toujours le cas, et certains emplois de basse bouffe exigent des moyens vocaux comparables à ceux des basses sérieuses ou à ceux des barytons brillants. Chez Rossini notamment, mais également chez Donizetti ou Lortzing, les rôles de basse bouffe requièrent une véritable virtuosité et doivent être interprétés par des chanteurs de tout premier plan.
Exemple : Mustafà dans L'Italienne à Alger de Rossini, Don Pasquale dans l'opéra homonyme de Donizetti ou Bartolo (tant dans Les Noces de Figaro de Mozart que dans Le Barbier de Séville de Rossini).

## Basses célèbres
- Donald Adams
- Avriel Avi Kaplan
- Fédor Chaliapine
- Boris Christoff
- Nazzareno De Angelis
- Gottlob Frick
- Ferruccio Furlanetto
- Nicolai Ghiaurov
- Nicola Ghiuselev
- Marcel Journet
- Peter Kooy
- Walter Kreppel
- Kurt Moll
- Giulio Neri
- Ezio Pinza
- René Pape
- André Pernet
- Michele Pertusi
- Pol Plançon
- Ruggero Raimondi
- Samuel Ramey
- Gregory Reinhart
- Mark Reizen
- Karl Ridderbusch
- Cesare Siepi
- Martti Talvela